# Egbert Weiß
Pour les articles homonymes, voir Weiß.
Egbert Weiß (né le 25 janvier 1931 à Berlin et mort le 29 janvier 2022 dans la même ville) est un avocat allemand. Pendant plus de 21 ans, il est juge à la Cour d'appel. Il s'est fait connaître publiquement par son implication dans des poursuites pénales à vocation politique. Pendant des décennies, il travaille également comme historien étudiant, principalement sur des fraternités étudiantes.

## École et études
Weiß est étudiant à l'école Hermann-Löns de Berlin-Neukölln. Pendant la Seconde Guerre mondiale, au cours de laquelle son père Herbert Weiß est mort en 1945 en tant que major de réserve, il est placé en internat dans le cadre du Kinderlandverschickung en Prusse-Occidentale (1941), en Slovaquie (1942), à Carniole (1943-1944) et en Carinthie (1944-1946). Dans la période d'après-guerre, il étudie au ce qui deviendra plus tard lycée Albert-Schweitzer de Berlin-Neukölln (de) jusqu'à ce qu'il obtienne son diplôme d'études secondaires en 1949. Il travaille ensuite pendant un an dans l'urgence jeunesse et dans le génie civil. Parallèlement, il suit des cours du soir à l'Université allemande de politique.
Au semestre d'hiver 1950-1951, Weiß entreprend des études de droit à l'Université Friedrich-Alexander d'Erlangen. En novembre 1950, il devient renard dans le Corps Lusatia Leipzig (de), qui a succédé au Corps Misnia IV (de) à Erlangen. Après trois semestres actifs, il s'installe à l'Université libre de Berlin. Au semestre d'été 1952, il est toujours actif dans le Corps Marchia Berlin (de) pour l'aider à se reconstruire. Lorsque le Corps Lusatia déménage d'Erlangen à Berlin en avril 1958, il est de nouveau actif. Il réussit les deux examens d'État juridiques en 1954 et 1958.

## Service judiciaire de Berlin
Le 1er avril 1959, il rejoint le service judiciaire du Land de Berlin (Ouest) en tant qu'assesseur judiciaire. Il est principalement utilisé dans les affaires pénales ; il est au parquet pendant un an. Le 1er novembre 1962, il devient juge de district au tribunal de grande instance de Berlin (de).

### Processus NS
En tant que membre du jury, il est impliqué dans l'acquittement politiquement controversé de Hans-Joachim Rehse (de), l'ancien juge et assesseur au Tribunal populaire. En s'appuyant sur la jurisprudence de la Cour fédérale de justice, la cour d'assises acquitte le 6 décembre 1968 Rehse, qui a participé en 1943 et 1944 à des condamnations à mort prononcées par le Tribunal populaire en 1943 et 1944 pour « avoir favorisé l'ennemi » et « sapé le pouvoir militaire », est relaxé de l'accusation de meurtre et de tentative de meurtre dans les sept cas reprochés. En tant que rapporteur, Weiß rédige les motifs écrits du jugement.

### Procès terroristes
Nommé par la suite juge d'instruction I au tribunal de district, il dirige entre autres en 1970/71 l'enquête préliminaire contre Ulrike Meinhof et d'autres membres de la Fraction armée rouge pour tentative de meurtre en rapport avec la libération du prisonnier Andreas Baader. Nommé conseiller à la Cour d'appel le 1er mai 1972, il travaille dans plusieurs chambres criminelles de la Cour d'appel, principalement en matière d'appel. En tant que juge du 1er Sénat pénal, il est impliqué dans des affaires de sûreté de l'État de première instance. Lors des procès pour terrorisme, ils concernaient en particulier les membres de la Fraction armée rouge et du Mouvement du 2 Juin ainsi que des agents du ministère de la Sécurité d'État de la RDA.
La série de procédures contre des membres d'organisations criminelles et terroristes devant la Cour d'appel débute en 1972/73 avec l'affaire pénale contre Horst Mahler pour vol aggravé, à laquelle Weiß participe en tant que reporter. Dans l'affaire pénale contre Ralf Reinders (de), Till Meyer (de) et d'autres membres du Mouvement du 2 juin pour l'enlèvement du président de la CDU du Land, Peter Lorenz et l'assassinat du président de la Cour suprême Günter von Drenkmann en 1978/80, en tant que vice-président du Sénat, il est responsable des décisions sur l'exécution de la mise en état détention, surtout pour le contrôle postal.
Deux résolutions, par lesquelles Weiß a interdit la livraison d'envois postaux au co-accusé emprisonné Fritz Teufel, sont rendues publiques,. Fritz Teufel lui érige un "monument" dans le cadre de la guérilla amusante. Dans le conte de fées d'Ali et Fatima, White est immortalisé comme le vizir maléfique "Egbert Dirt Horse, également épée effrayante". Il assure la sécurité et l'ordre, chuchote de mauvaises choses dans la tête du roi malade et, en guise de punition, est envoyé par le puissant du destin "au tribunal de la misère à Berlin, où il doit se quereller avec l'accusé jusqu'à une crise cardiaque".

### Procédure de trahison
Au nom de la fille du journaliste Carl von Ossietzky, que le Reichsgericht de la République de Weimar a condamnée à un an et six mois de prison pour avoir trahi des secrets militaires en 1931, l'avocat Heinrich Hannover (de) dépose une demande de révision de ce procès auprès de la Cour d'appel. En tant que rapporteur, Weiß participe à la décision de la première chambre pénale du 11 juillet 1991, qui rejette la demande de révision comme irrecevable

## Retraite
En 1993, Weiss prend sa retraite. Il décède peu après son 91e anniversaire à l'hôpital Sainte-Gertrude de Berlin.

## Postes honorifiques et secondaires
1961-1993 Weiß est dans la réserve de la police volontaire de Berlin, depuis 1968 en tant que chef de centaine. De 1975 à 1977, il est membre de la Cour d'honneur des avocats de Berlin.

## Étudiant historien
Weiss est impliqué dans l'histoire des étudiants pendant des décennies. Ses publications traitent principalement des associations étudiantes de Leipzig et de Berlin. L'accent est mis sur le mensur, le duel et l'histoire de l'Université de Leipzig. Il travaille sur le rôle des étudiants du corps pour aider le groupe Fuchs à s'échapper à Berlin-Ouest.

### Publications
- Lusatia kontra NSDStB. Die Auseinandersetzung mit dem NS-Studentenbund Leipzig 1934, Bd. 17 (1972), S. 145–153.
- mit Max Küstner: Das Duell zu Connewitz 1828 vor dem Universitätsgericht Leipzig. Auszüge aus den Universitätsakten. Bd. 18 (1973), S. 98–101.
- Der allgemeine Studentenausschuß Leipzig 1911 – Corpsstudentische Hochschulpolitik vor dem 1. Weltkrieg. Bd. 19 (1974), S. 104–110.
- Corps Misnia IV
  - Teil 1: Die Constitution der Kameradschaft Markgraf von Meißen. Ein Beitrag zur Geschichte des Corps Misnia IV zu Leipzig. Bd. 19 (1974), S. 122–140.
  - Teil 2: Leipziger Mensuren im 2. Weltkrieg. Fortsetzung der Geschichte des Corps Misnia IV Leipzig [1942–1944]. Bd. 20 (1975), S. 60–77.
  - Teil 3: Leipziger Corpsleben im 2. Weltkrieg. Fortsetzung der Geschichte des Corps Misnia IV [1944/45]. Bd. 21 (1976), S. 137–152.
- Burschenschaftliche Ideen im Corps. Ein Beitrag zum 160. Jahrestag des Wartburgfestes. Bd. 22 (1977), S. 89–98.
- Der Bart des Pfarrers [Wilhelm] Henniger. Ein Corpsstudent in der badischen Revolution 1849. Bd. 26 (1981), S. 83–87.
- Kollektivtyrannis der Orden? Bd. 27 (1982), S. 259–261.
- Der Leipziger SC und die „Lolamannen“. Bd. 27 (1982), S. 261–263.
- Lausitzer im Befreiungskrieg 1813/15. Bd. 29 (1984), S. 11–16.
- Aus der Geschichte des Corporationsrings Berlin
  - Teil 1: Die Zeit der Verfolgungen [1948–1956]. Bd. 31 (1986), S. 81–101. – Nachtrag in Bd. 32 (1987), S. 283.
  - Teil 2: Die Blütezeit bis zur Universitätskrise [1957–1967]. Bd. 32 (1987), S. 59–86. GoogleBooks
  - Teil 3: Der C[orporations-]R[ing] in der Studentenrevolte [1967/68]. Bd. 33 (1988), S. 153–181.
  - Teil 4: Der CR während der Hochschulreform [1968–1974]. Bd. 35 (1990), S. 219–248.
- Chargierter der Lusatia Leipzig um 1825. Ein Beitrag zur studentischen Uniformkunde. Bd. 32 (1987), S. 187–189.
- Corpsstudenten im Vormärz – „Verfolgte“ und „Verfolger“. Bd. 33 (1988), S. 47–63 und Bd. 34 (1989), S. 264 f.
- Corpsstudenten in der Paulskirche. Sonderheft 1990. GoogleBooks
- Frankfurter und Berliner Märker 1811. Bd. 37 (1992), S. 186–187.
- Berliner Unitistenloge? Eine falsche Spur. Bd. 37 (1992), S. 188–191.
- Corpsstudenten im Reichstag des Norddeutschen Bundes. Ein Beitrag zum 130jährigen Jubiläum. Bd. 42 (1997), S. 9–40.
- Eine Klarstellung zum Leipziger Bierstaat. Bd. 45 (2000), S. 19–21.
- Carl Hoerder-Credé als Leipziger Westfale. Bd. 46 (2001), S. 347 f.
- Wann wurde der SC zu Erlangen rekonstituiert? Bd. 48 (2003), S. 347.
- Die Pistolenduelle der Leipziger Lausitzer im 19. Jahrhundert. Bd. 50 (2005), S. 161–189.
- Das Leipziger Universitätsjubiläum 1809. Ein zeitgenössischer Bericht. Bd. 54 (2009), S. 17–51.
- Mensuren mit Waffenwechsel in Leipzig und Jena. Bd. 54 (2009), S. 71–83.
- Ein Leipziger Karzerbild als „Weltschrifterbe“. Bd. 55 (2010), S. 447–450.
- Der Berliner SC-Pauk-Comment als Motor des waffenstudentischen Neubeginns in Mitteldeutschland. Bd. 56 (2011), S. 349–368.
- Corpsstudenten im Leipziger Karzer. Täter und Zeugen vor dem Universitätsgericht 1862–1879. Bd. 61 (2016), S. 251–272.

### Deutsche Corpszeitung
- Das hochschulpolitische Mandat der Kösener Corps. 3/1969, S. 148–150.
- Corpsstudentische Öffentlichkeitsarbeit – warum, wie und durch wen?. 1/1971, S. 17–20 und 2/1971, S. 115.
- Grundsätze der Flugblattwerbung. 1/1974, S. 18–24 und 1/1978, S. 3–8.
- Aufgaben der Zeitung eines Corps, 4/1977. S. 126–129.
- Deutsche Antwort eines sächsischen Wenden. Zum 160. Geburtstag des Lausitzer Wendenführers Immisch. 1/1980, S. 15 und 2/1981, S. 92.
- Keine Angst vor Walter Bloem! 2/1993, S. 19 f.
- Auf den Spuren Karl Mays. Der blaurote Methusalem. Der Corpsstudent 4/1995, S. 214; auch abgedruckt in den KMG-Nachrichten der Karl-May-Gesellschaft Nr. 110, Dezember 1996, S. 18–20.

### Der Convent
- Zur Praxis corpsstudentischer Aktionen. Jg.19 (1968), S. 279–283.
- Das Wiedererstehen des Berliner SC nach dem Zweiten Weltkrieg. Jg. 25 (1974), S. 44–46.
- Auf verlorenem Posten – ein Corpsstudent als Präsident der DDR-Länderkammer (Reinhold Lobedanz (de)). Jg. 26 (1975), S. 17–19.
- Eduard von Siebold als Corpsstudent. Jg. 27 (1976), S. 141.
- Korporationsstudentischer Neubeginn 1946 in Erlangen. Jg. 28 (1977), S. 39–41.

### Divers
- Corpsstudenten in der Paulskirche, in: Studenten-Kurier 2/1998, S. 7–11.
- Corpsstudenten auf dem Wege zur deutschen Einheit – von der Paulskirche zum ersten Reichstag, in: Rolf-Joachim Baum (Hg.): Wir wollen Männer, wir wollen Taten! Deutsche Corpsstudenten von 1848 bis heute (Festschrift zum 150jährigen Bestehen des KSCV). Siedler, Berlin 1998, S. 84–110.
- Richard Wagners missglückte Contrahagen, in: Studenten-Kurier 1/2007, S. 3–4.
- Leipziger Studentenduelle im 19.Jahrhundert – ein Streifzug durch die Annalen der Lusatia, in: Sich stellen – und bestehen! Festschrift für Klaus Gerstein, hg. von Sebastian Sigler, 2. durchgesehene Auflage unter dem Titel: Die Vorträge der 70. Studentenhistorikertagung Berlin 2010. Beiträge zur deutschen Studentengeschichte, Essen 2012  (ISBN 978-3-939413-30-1), S. 157–171.
- Aktiv in der Monarchie. Leipziger Corpsstudenten 1807–1918. Lebensläufe der Leipziger Lausitzer. Festschrift zum 210. Stiftungsfest des Corps Lusatia, Leipzig 2017, lektoriert von Hans Lipp und Helmut Weiß. Verlagsdruckerei Schmidt, Neustadt an der Aisch 2017  (ISBN 978-3-96049-017-3).
- Aktiv in Leipzig, Erlangen und Berlin. Geschichte der Studentenverbindung Corps Lusatia von 1933 bis 1990. Berlin und Leipzig 2021  (ISBN 978-3-96049-092-0).

### Conférences
- Groupe de travail d'étudiants historiens (de), Berlin 1987, 2010
- Université de Haute-Lusace Zittau/Görlitz, Zittau 1999, Görlitz 2006
- Société des hors-la-loi à Berlin, 2002
- Association pour la recherche historique sur les corps d'étudiants, Rudelsburg 1995, 2009

## Honneurs
- Membre honoraire du Corps Lusatia Leipzig (de) (1977)
- Croix du mérite de la République fédérale d'Allemagne (1987)